# Grant-Valkaria
Grant-Valkaria ist eine Stadt im Brevard County im US-Bundesstaat Florida. Das U.S. Census Bureau hat bei der Volkszählung 2020 eine Einwohnerzahl von 4.509 ermittelt.

## Geographie
Grant-Valkaria grenzt direkt an die Städte Malabar und Palm Bay. Die Stadt liegt rund 70 km südlich von Titusville sowie etwa 100 km südwestlich von Orlando.

## Geschichte
Seit den 1880er Jahren bestanden die Siedlungen Grant und Valkaria innerhalb der Grenzen des Brevard County. Mit Beschluss vom 25. Juli 2006 wurden diese beiden Gemeinden durch ein Referendum in eine Incorporated Stadt zusammengelegt und als eine Gemeinde- und Stadtverwaltung Grant-Valkaria verbunden.
Grant hat sich über Jahre als Fischstadt einen Namen gemacht, jährlich findet ein Seafood festival statt.

## Demographische Daten
Laut der Volkszählung 2010 verteilten sich die damaligen 3850 Einwohner auf 1767 Haushalte. 91,4 % der Bevölkerung bezeichneten sich als Weiße, 3,9 % als Afroamerikaner, 0,5 % als Indianer und 1,6 % als Asian Americans. 0,9 % gaben die Angehörigkeit zu einer anderen Ethnie und 1,8 % zu mehreren Ethnien an. 4,6 % der Bevölkerung bestand aus Hispanics oder Latinos.
Im Jahr 2010 lebten in 21,9 % aller Haushalte Kinder unter 18 Jahren sowie 32,1 % aller Haushalte Personen mit mindestens 65 Jahren. 74,0 % der Haushalte waren Familienhaushalte (bestehend aus verheirateten Paaren mit oder ohne Nachkommen bzw. einem Elternteil mit Nachkomme). Die durchschnittliche Größe eines Haushalts lag bei 2,43 Personen und die durchschnittliche Familiengröße bei 2,75 Personen.
18,6 % der Bevölkerung waren jünger als 20 Jahre, 12,3 % waren 20 bis 39 Jahre alt, 40,8 % waren 40 bis 59 Jahre alt und 28,3 % waren mindestens 60 Jahre alt. Das mittlere Alter betrug 51 Jahre. 50,1 % der Bevölkerung waren männlich und 49,9 % weiblich.
Das durchschnittliche Jahreseinkommen lag bei 54.906 $, dabei lebten 4,0 % der Bevölkerung unter der Armutsgrenze.

## Kultur

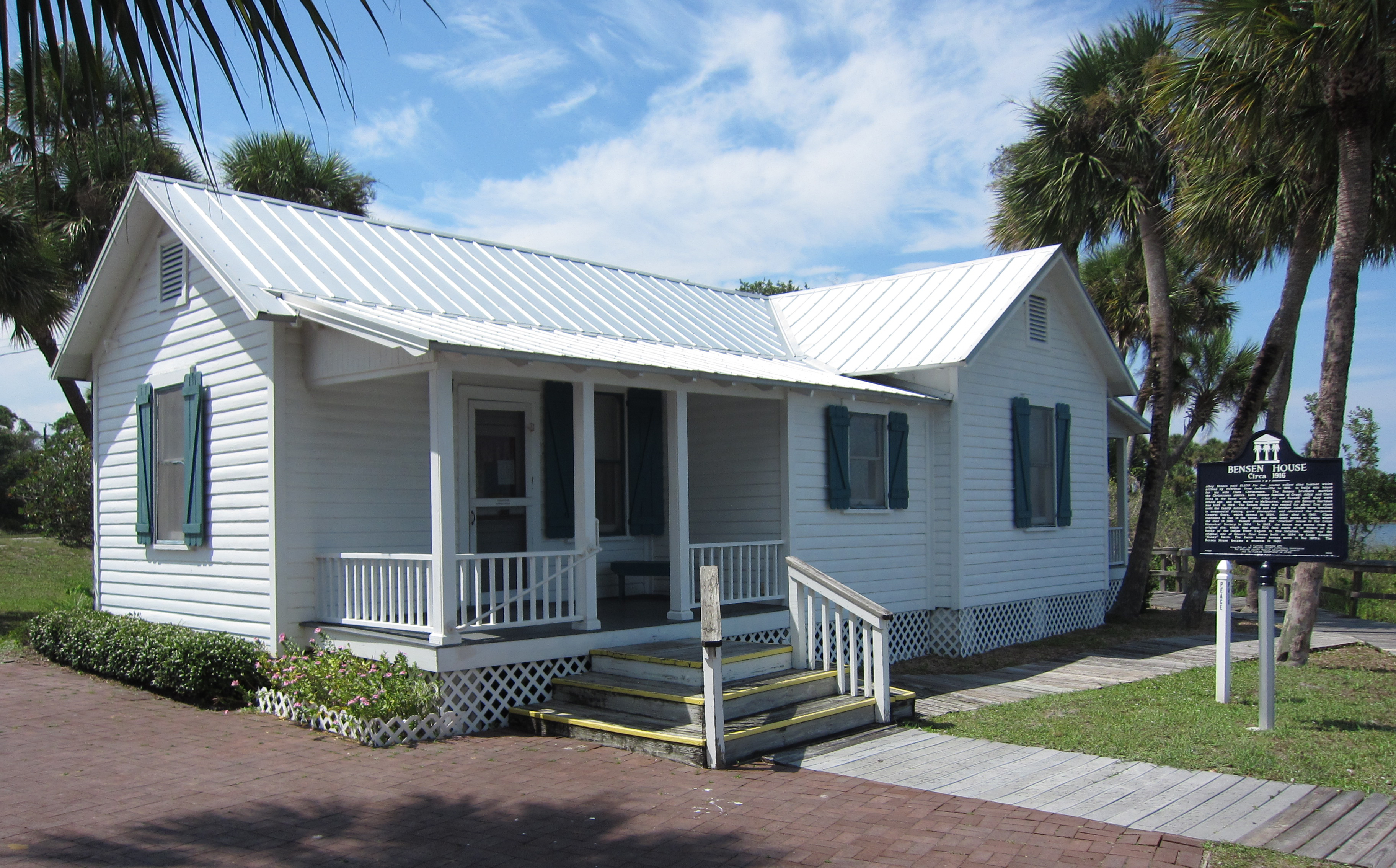
Bensen House

Seit 1966 findet jedes Jahr in der letzten Februarwoche das Grant Seafood Festival statt.
Das historische Bensen House wurde 1916 von Atley Bensen erbaut und dient heute als Museum und Sitz der Grant Historical Society.
Am 25. Juni 1999 wurde der Jorgensen’s General Store in das National Register of Historic Places eingetragen.

## Verkehr
Grant-Valkaria wird von der Interstate 95 sowie dem U.S. Highway 1 (SR 5) durchquert. Der nächste Flughafen ist der Melbourne International Airport (etwa 20 km nördlich).